# Професор Челленджер

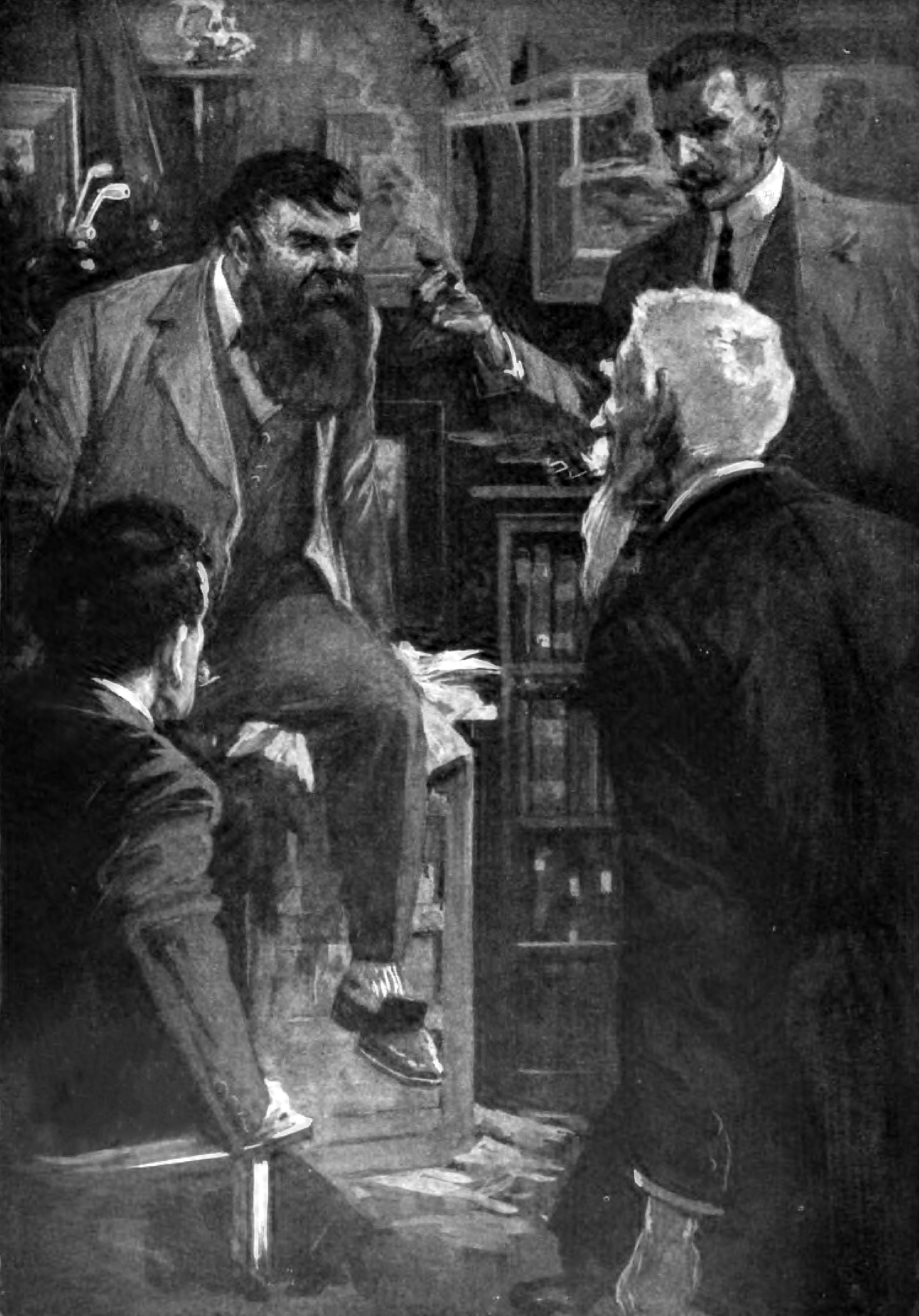
Професор Челленджер (ліворуч, ілюстрація до повісті А. Конана Дойла «Отруєний пояс»).

Професор Челленджер (Джордж Едвард Челленджер) — герой романів Артура Конана Дойла «Загублений світ», «Отруйний пояс», «Коли Земля скрикнула».

## Опис
У романі «Загублений світ» Едвард Мелоун, від імені якого ведеться оповідання, описує професора Челленджера:

У мене перехопило подих побачивши цю людину. Я був готовий зустріти не зовсім звичайну особистість, але таке мені навіть не ввижалося. Найбільше вражали його розміри. Розміри й велична постава. Такої величезної голови мені в житті не доводилося бачити. Якби я насмілився примірити його циліндр, то, напевно, пішов би в нього по самі плечі. Особа й борода професора мимоволі викликали в розумі подання про ассирійських биків. Особа велика, м'ясиста, борода квадратна, синювато-чорна, хвилею спадаюча на груди. Незвичайне враження робило й волосся — довге пасмо, немов приклеєна, лежала на його високому, крутому чолі. Ясні сіро-блакитні очі кинули на мене критичний, владний погляд з-під волохатих чорних брів. Я побачив найширші плечі, могутні груди колесом і дві величезні руки, що густо заросли довгим чорним волоссям. Якщо додати до всього цього розкотисто-рикаючий, громоподібний голос, то ви зрозумієте, яке було моє перше враження від зустрічі зі знаменитим професором Челленджером.…
Він підхопився зі стільця. …Я не міг не здивуватися, побачивши, що професор Челленджер маленького росту. Він був мені по плече — такий приплющений Геркулес, вся величезна життєва міць якого немов пішла вшир, углиб так ще в черепну коробку.

## Життєпис
За «Загубленим світом», професор народився у Шотландському місті Ларгсі 1863 року і навчався в Единбурзькому університеті, де вивчав медицину, зоологію і антропологію.
Конан Дойл описує Челленджера як вченого-енциклопедиста, який має глибокі пізнання практично у всіх областях природничих наук: медицині, біології, фізиці, хімії, геології тощо. Автор також підкреслює його велику фізичну силу й нестриману удачу. Незважаючи на деякий надлишок самовпевненості, він відрізняється високою науковою принциповістю, що дозволяє йому визнавати свої помилки при наявності вагомих аргументів на користь його опонентів.

## Спіритизм
У романі «Країна туманів» описується, як Челленджер спочатку різко та негативно ставився до спіритизму, але під тиском незаперечних доказів став прихильником цього вчення (приставши тим самим на позиції, які до кінця життя поділяв сам Конан-Дойл).

## Прототип
Як і у Шерлока Холмса, у професора Челленджера також був реальний прототип — ним уважається професор фізіології Вільям Резерфорд, який читав лекції в університеті Единбурга, коли Конан Дойл вивчав там медицину.